# プリアパティオス
- フリアパティウス

プリアパティオス（Phriapatius、在位：紀元前191年 - 紀元前176年）は、アルサケス朝パルティア王国の王。別号でアルサケス3世。「プリアパティオス」は「ピロパトル」のイラン語訳。

## 生涯
パルティア人にとっての第三番目の王はプリアパティオスであったが、彼もアルサケスと呼ばれた。それは彼らパルティア人の王をすべてアルサケスと称すからであり、ちょうどローマ人がローマ皇帝をカエサルやアウグストゥスというのと同じである。
プリアパティオスは15年間王位にあって後、二人の息子ミトリダテスとプラアテスとを残して没した。そのうち年上のプラアテス（フラーテス1世）は種族の習慣で王国の継承者となった。

## 子
- フラーテス1世
- ミトラダテス1世
- アルタバノス1世

## 参考資料
- ニールソン・C・デベボイス『パルティアの歴史』（小玉新次郎、伊吹寛子 訳、山川出版社、1993年）、ISBN 4634658607
- ポンペイウス・トログス / ユスティヌス抄録『地中海世界史』（合阪學 訳、京都大学学術出版会〈西洋古典叢書〉、1998年）、ISBN 4876981078